# 얄타 회담
얄타 회담( - 會談, 영어: Yalta Conference, 러시아어: Ялтинская конференция, 독일어: Konferenz von Jalta은 1945년 2월 4일부터 2월 11일까지 소련 흑해 연안에 있는 크림반도의 얄타에서 미국·영국·소련의 수뇌자들이 모여 나치 독일의 제2차 세계 대전의 패전과 그 관리에 대하여 의견을 나눈 회담이다.

## 내용
제2차 세계 대전이 막바지로 치닫고 있을 무렵 주요 추축국 중 하나인 이탈리아 왕국이 항복을 하고 나치 독일이 패전할 기미를 보이자 연합국의 지도자들이 나치 독일을 패배시키고 그 후를 의논하기 위하여 크림반도에 위치한 얄타에 모여서 회담을 하였다. 회담의 수뇌는 미국의 대통령 프랭클린 D. 루스벨트(Franklin D. Roosevelt), 소비에트 연방의 당 서기장 이오시프 스탈린(Ио́сиф Ста́лин), 영국의 총리 윈스턴 처칠(Winston Churchill)이다.
이 회담에서
- 나치 독일을 소련(U.S.S.R)·미국·프랑스·영국 4국이 분할 점령한다는 원칙을 세웠으며(Split/Occupy Germany),
- 스탈린은 독일땅에 대한 민주적 투표방식으로 대통령 선거를 약속했다.
- United Nation (U.N.) 단체의 기초적 회담 성공,
- 연합국은 독일인에 대하여 최저 생계를 마련해 주는 것 이외에는 일체의 의무를 지지 않는다는 것에 합의하였다.
- 또 나치 독일의 군수산업을 폐쇄하거나 몰수한다고 선언하였으며,
- 전쟁의 주요 전범들을 독일 뉘른베르크에서 열릴 국제재판에 회부하기로 합의하였고,
- 전후 배상금에 대한 문제는 별도의 위원회를 구성하여 위임하기로 하였다.
- 폴란드에 대해서는 몰로토프-리벤트로프 조약에서 규정한 폴란드 동부 영토 대부분을 소련에 병합하기로 합의하였고, 그 대신 폴란드에게는 동독의 일부 지역을 주기로 하였다.[1]:47~48[2] 그리하여 우크라이나 소비에트 사회주의 공화국과 벨로루시 소비에트 사회주의 공화국은 각각 폴란드 동부 영토 일부를 얻게 되었다.[1]:47~48[3][4]

## 같이 보기
- 테헤란 회담(암호명 '유레카')